# Рудаков (Ростовская область)
Рудаков — хутор в Белокалитвинском районе Ростовской области. 
Входит в состав Рудаковского сельского поселения.

## География

### Улицы
| - пер. Карьерный - пер. Колхозный - ул. Аксайская - ул. Гоголя - ул. Ольховая | - ул. Пышкинская - ул. Сосновая - ул. Центральная - ул. Шахтерская - ул. Школьная |

## История
Первое упоминание — 1832 год (указан на карте «Специальная карта Западной части России Шуберта 1826-1840 годов»).

## Население
| 1989 | 2002 | 2010 |
| ---- | ---- | ---- |
| 890  | ↘776 | ↘698 |